# Francis Rossi
Francis Rossi (Forest Hill, Londres, 29 de mayo de 1949) es un músico y compositor británico, conocido mundialmente por ser cofundador, cantante y guitarrista líder de la banda de rock Status Quo, siendo el único miembro de la agrupación que ha permanecido desde su fundación en 1962. En adición a ello, sus compañeros de la banda lo han apodado como The Frame y desde hace algunos años lo nombran como The Gomorr, «the grand old man of rock and roll», lo que al español es «el gran viejo del rock and roll».

## Biografía

### Carrera
Inició su carrera musical con tan solo trece años, cuando en 1962 y junto a su amigo y bajista Alan Lancaster fundó The Scorpions, que años más tarde pasaría a llamar Status Quo. En la banda londinense no solo ha sido el guitarrista líder y voz principal, sino también uno de los principales compositores. En 1985 inició su carrera como solista en paralelo a Status Quo, publicando el sencillo «Modern Romance» que alcanzó el puesto 54 en la lista UK Singles Chart. La canción serviría como promoción del disco Flying Debris, pero que nunca fue lanzado.
En 1996 publicó su álbum debut, King of the Doghouse, el que fue promocionado por el sencillo «Give Myself to Love», que llegó hasta la posición 42 de la lista de sencillos británica. Ya en el 2010 puso a la venta su segundo disco de estudio, One Step at a Time, que incluyó una versión regrabada de «Caroline» de 1973. Además y en ese mismo año y junto a su compañero Rick Parfitt fueron condecorados como Oficiales de la Orden del Imperio Británico, por sus servicios a la música y a la caridad.

### Vida personal
Actualmente reside en Surrey en Inglaterra junto a su segunda esposa, Eileen Rossi, y tiene ocho hijos de sus matrimonios anteriores. Cuando no está de gira practica varios deportes, pero principalmente la natación y el clay pigeon shooting. Además su principal pasatiempo es coleccionar los peces japoneses Koi.

## Discografía
| véase: Anexo:Discografía de Status Quo | - 1996: King of the Doghouse - 2010: One Step at a Time |